# رابرت فروخت
رابرت فروخت (به آلمانی: Robert Frucht) (زاده ۹ اوت ۱۹۰۶ در برنو – درگذشته ۲۶ ژوئن ۱۹۹۷) ریاضیدان اهل آلمان بود.

## زندگی و کارنامه
فروخت فرزند یک سردبیر بود و در برلین پرورش یافت و سپس در دانشگاه برلین با سرپرستی ایسای شور درجه دکتری ریاضیات را با رساله ای با نام دربارهٔ نمایش گروه‌های متناهی آبلی به وسیلهٔ همخطی‌ها دریافت کرد.
وی به دلیل نسب یهودی اش نتوانست درجه شایستگی را در آلمان به دست آورد و سپس به کار در ریاضیات بیمه در تریسته پرداخت و پس اخراج شدن از آنجا، به همراه خانواده به آرژانتین رفت و در بوینوس آیرس به عنوان ریاضیات بیمه به کار سرگرم شد. سپس شغلی در دانشگاه سانتاماریا در شیلی به دست آورد و در این دانشگاه از سال ۱۹۴۸ تا ۱۹۶۸ رئیس دانشکده ریاضی بود و سرانجام در سال ۱۹۷۰ در همین دانشگاه بازنشسته شد.
زمینه کاری فروخت بیشتر نظریه گراف بود و وی در این زمینه توانست قضیه نامبردار به قضیه فروخت را به اثبات برساند. به وسیلهٔ این قضیه می‌توان برای هر گروه متناهی یک گراف متناهی که گروه خودریختی‌هایش با گروه داده شده یکریخت است پیدا نمود. در سال ۱۹۸۲ یک جلد از مجله نظریه گراف به وی تقدیم شد.